# Kollimation
Die Kollimation (lat. collimare, abgewandelt von collineare: „in gerader Linie führen“) bezeichnet in der Optik die Parallelrichtung divergenter Lichtstrahlen. Die zugehörige Linse heißt Kollimator oder Sammellinse.

Kollimation durch eine einfache Sammellinse. Das Licht einer Punktquelle wird durch die Sammellinse in ein paralleles Strahlenbündel gewandelt.

Eine Autokollimation liegt dann vor, wenn sich hinter dem Kollimator ein Spiegel befindet und die Lichtstrahlen durch dieselbe Linse reflektiert werden. Das Bild bleibt auch dann scharf, wenn die Lage des Spiegels verschoben wird. Die Kollimationsachse ist die durch das Fadenkreuz bestimmte Visier- und Absehlinie des Fernrohrs.
Eine Sonderform parallel geführten Lichts stellt der Laser dar.
Licht, welches bei der Ablenkung von Elektronen erzeugt wird, die in einem Synchrotron auf relativistische Geschwindigkeit beschleunigt wurden, ist ebenfalls hoch parallel ausgerichtet.

## In der Messtechnik
In der Messtechnik bedeutet Kollimation, dass der wirkliche Wert einer gemessenen Größe mit der am Messinstrument abgelesenen Angabe genau übereinstimmt. Ist diese Übereinstimmung nicht vorhanden, so ist das Instrument mit einem Kollimationsfehler behaftet, der beseitigt oder seiner Größe und Lage nach genau bestimmt werden muss, damit man ihn bei jeder einzelnen Messung in Rechnung stellen kann.